# Castifao
Castifao est une commune française située dans la circonscription départementale de la Haute-Corse et le territoire de la collectivité de Corse. Elle appartenait à la piève de Caccia.

## Géographie

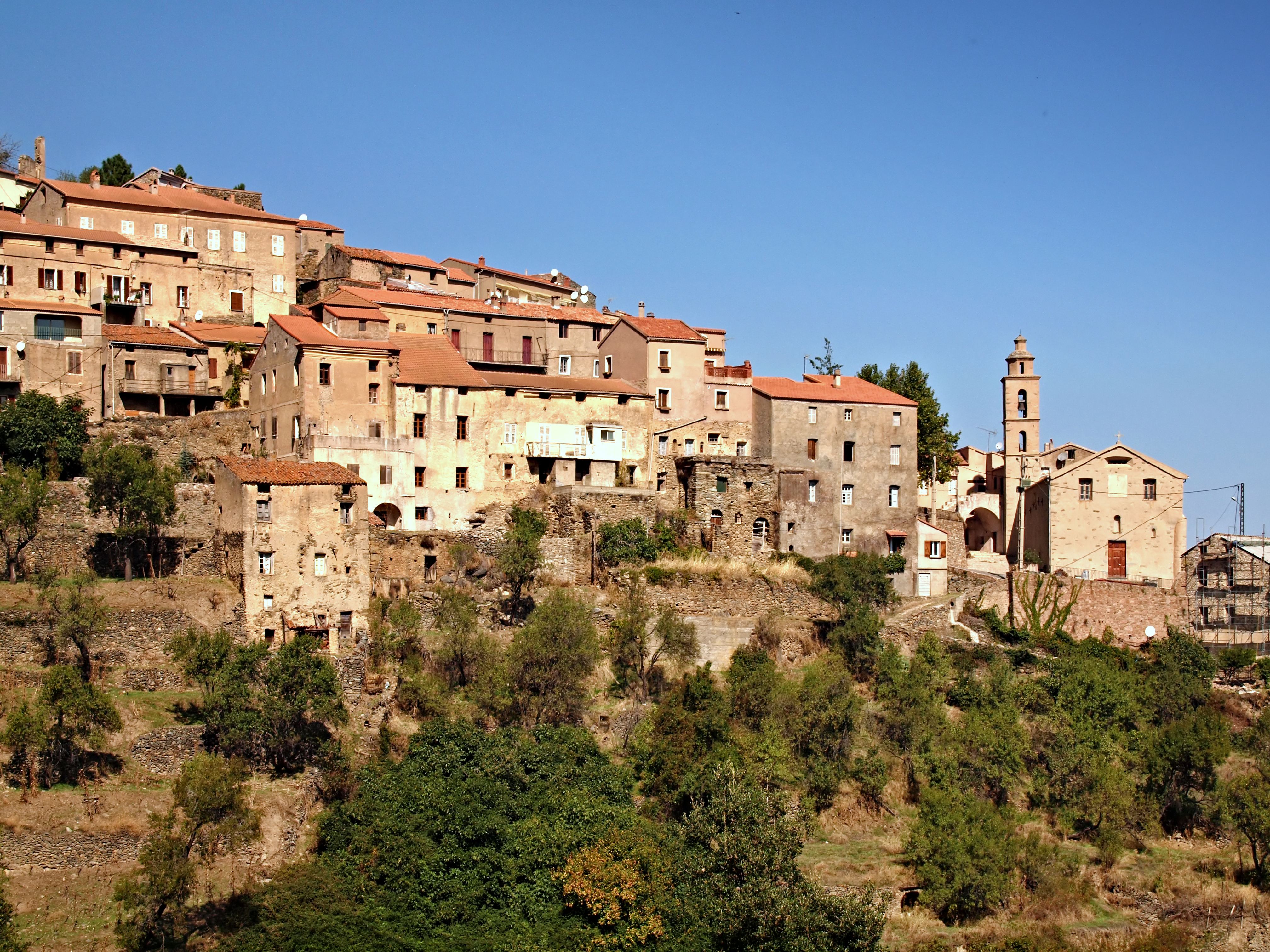
Le village.

### Situation
Castifao est située dans l'ancienne pieve de Caccia dont elle était le centre, sur la rive gauche du Golo, en limite du parc naturel régional de Corse et du Giussani. Elle domine la basse vallée de l'Asco.
Communes limitrophes

### Géologie et relief
Castifao occupe une partie septentrionale de la dépression centrale de l'île, une ligne qui la coupe du nord-ouest au sud-est, depuis l'Ostriconi jusqu'à Solenzara et qui partage la « Corse occidentale cristalline » anté-hercynienne et hercynienne située à l'ouest, comprenant des formations géologiques qui vont du protérozoïque au permien, constituée pour l'essentiel de roches granitiques, de la « Corse orientale Alpine » composée de terrains divers, issus d’un océan disparu appelé liguro-piémontais et de ses marges continentales. Cette zone présente une couverture sédimentaire autochtone de la Corse ancienne.
La commune est ceinte sur toute sa partie occidentale par une chaîne de montagnes moyennes, contreforts d'un petit chaînon montagneux du massif du Cinto, comprenant le Monte Padro et les Aiguilles de Popolasca.
Elle est traversée par la rivière Tartagine depuis le départ de la Crête di Poggiali (386 m) jusqu'à sa confluence avec le ruisseau de Rosario où se trouve une ancienne carrière.
Le plus haut sommet de la commune se situe à (1 068 m), à proximité de la Punta Debbiole (1 119 m - Moltifao). Sous celui-ci, passant sous le versant méridional du village et la Tour de Paganosa, prend naissance le ruisseau Canale lequel va grossir le ruisseau de Frescolina affluent de la rivière Tartagine.

### Hydrographie
La rivière Tartagine affluent de l'Asco, est le plus important cours d'eau communal. Durant la traversée du territoire sur environ 10,5 km, la Tartagine reçoit les eaux de nombreux ruisseaux parmi lesquels les ruisseaux de Calanello (rd), de Frescolina (rd), de Cattarello (rg), de Forci (rd) grossi des eaux du ruisseau de Solane, et de San Pietro (rg) qui a pour autre nom ruisseau de Sette Guadelle et ruisseau de Ronna.

### Voies de communication et transports

#### Accès routiers
Trois routes permettent d'accéder au village de Castifao. Elles partent toutes trois de la RT 301 : au nord la D 247 depuis Palasca, à l'est la D 247 depuis la route territoriale 30 (ex-RN 197) dite Balanina et au sud la D47 de Moltifao. Cette dernière route se termine en cul-de-sac au village.

#### Transports
Village de montagne, Castifao est distant, par route, de :
- 14 km de la gare la plus proche, qui est la gare de Ponte-Leccia ;
- 44 km de l'Aéroport de Bastia Poretta, l'aéroport le plus proche, et 67 km de l'Aéroport de Calvi-Sainte-Catherine ;
- 46 km du port de commerce de L'Île-Rousse, le port  pour voyageurs le plus proche est le port de Bastia à 60 km .

## Urbanisme

### Typologie
Au 1er janvier 2024, Castifao est catégorisée commune rurale à habitat dispersé, selon la nouvelle grille communale de densité à sept niveaux définie par l'Insee en 2022.
Elle est située hors unité urbaine et hors attraction des villes,.

### Occupation des sols
L'occupation des sols de la commune, telle qu'elle ressort de la base de données européenne d’occupation biophysique des sols Corine Land Cover (CLC), est marquée par l'importance des forêts et milieux semi-naturels (96,3 % en 2018), une proportion identique à celle de 1990 (96,2 %). La répartition détaillée en 2018 est la suivante : 
milieux à végétation arbustive et/ou herbacée (81,6 %), forêts (8,5 %), espaces ouverts, sans ou avec peu de végétation (6,2 %), zones agricoles hétérogènes (3,8 %). L'évolution de l’occupation des sols de la commune et de ses infrastructures peut être observée sur les différentes représentations cartographiques du territoire : la carte de Cassini (XVIIIe siècle), la carte d'état-major (1820-1866) et les cartes ou photos aériennes de l'IGN pour la période actuelle (1950 à aujourd'hui).

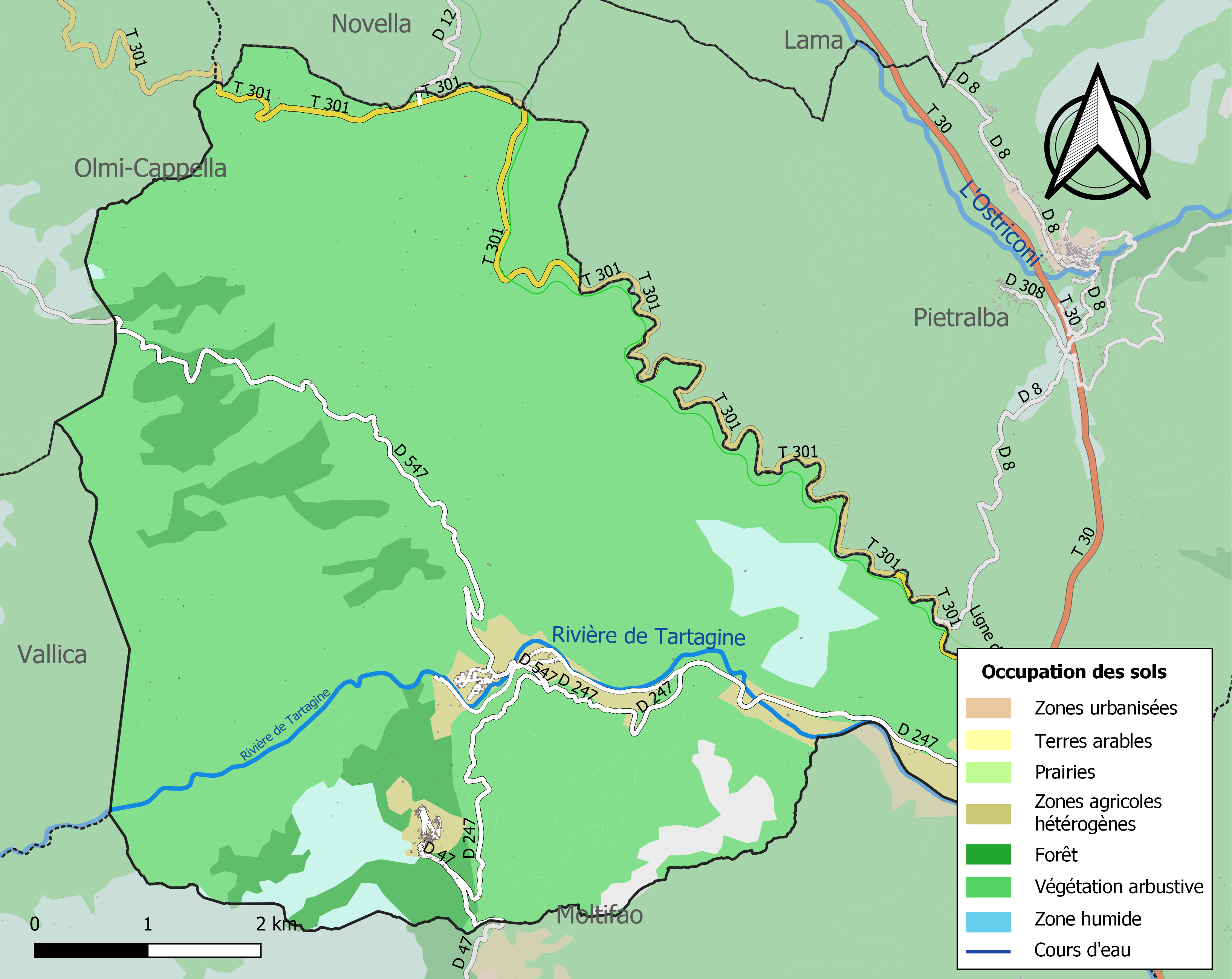
Carte des infrastructures et de l'occupation des sols de la commune en 2018 (CLC).

## Histoire

### Moyen Âge
La tradition orale permet de remonter les origines de Castifao jusqu'au XIIe siècle. Mais il semble bien que le village ait existé dès le IXe siècle, au lieudit Cuntratorri.
Castifao était la capitale historique de la pieve di Caccia. L'église Santu Nicolau date du XIIe siècle. Quant au couvent San Francescu ruiné, il date de 1510.

Plusieurs vestiges témoignent d'une présence marquée de l'occupant génois au Moyen Âge, notamment les ponts de Pontare et de Piana sur la rivière Tartagine, ou encore la Tour Paganosa.
Vers 1520, la pieve de Cachia comptait environ 3 500 habitants (avec Petralba). Les lieux habités étaient la Petrella, Castifao, la Roma, la Paganosa, le Piazze, Moltifao, Cheta, Merezoli, Campolato, lo Borgo, Sevola, Asco, Canavaggia, la Costa.

### Temps modernes
Dans l'histoire de la Corse, le couvent Saint-François de Castifau restera célèbre pour sa Consulta de 1755, l'assemblée de députés convoqués par le général Pasquale Paoli qui jeta les bases de la Constitution de la Corse indépendante.

#### Castifao au temps de la Grande révolte des Corses contre les Génois
Dans sa Chronologie des évènements survenus durant la période comprise entre 1729 et 1769 et qui se sont déroulés à Castifao, très souvent au couvent de Caccia, Antoine-Dominique Monti rapporte les faits suivants :
- 1732 : L'empereur d'Allemagne intervient dans le conflit pour aider Gênes.
  - Du 6 au 8 janvier, à l'issue d'une première consulte des Corses en rébellion au couvent de Caccia, un arrangement est décidé avec la république de Gênes, sous la garantie de l'empereur. Une supplique, lui est adressée.
  - 3 mai, après un premier édit sans résultat, le prince de Wurtemberg signe un nouvel édit à Caccia énonçant que les communautés devront présenter leurs députés au fur et à mesure de l'avance des armées de l'empereur. Les armes et des otages devront être remis au préalable.
- 1736 : Théodore baron de Neuhoff est proclamé roi de Corse par les Corses le 13 avril.
- 1737 : Le roi de France intervient en faveur des Génois.
  - Avril : Conférence secrète des chefs de la Nation, à Caccia, pour étudier des documents portant sur l'action du roi de Naples auprès du roi de France pour une intervention en Corse. Il lui aurait promis d'envoyer dans l'île le maréchal de Noailles.
- 1742 : dans les remous de la guerre de la succession d'Autriche.
  - 15 avril au 6 juin. Une trentaine de rebelles en armes se trouvent à Caccia. L'évêque d'Aleria qui visite son diocèse pacifié, refuse cependant de se rendre en Balagna pour ne pas traverser Caccia.
- 1744, 8 août, le père Léonard, de Port-Maurice, des Mineurs réformés, qui effectue à travers l'île une mission confiée par le gouvernement génois pour ramener les Corses à l'obéissance, se trouve au couvent de Caccia. Il y séjourne plusieurs jours.
- 1745, les 26 et 27 septembre : une consulte au couvent de Caccia confirme la mission des paceri (hommes de bonne volonté) et condamne les partisans de la République.
- 1751 : deuxième intervention française.
  - 7 juin : Venturini, Gaffori, Giuliani et d'autres chefs, réunis à Caccia, convoquent une consulte générale et menacent de sévir avec la plus grande rigueur contre les perturbateurs et les traîtres. Ils écrivent au gouvernement français de surseoir à l'évacuation de l'île par ses troupes.
- 1753 : lors d'une consulte à Orezza au début janvier, Ghjuvan Petru Gaffori est élu général. Il forme un gouvernement.
- 1754, le 4 janvier : le Conseil supérieur chargé d'administrer la Nation corse rassemble mille hommes, à Caccia, destinés à se rendre en Balagna avec la commission itinérante et mettre fin aux désordres causés par les partis Fabiani et Giuliani.
- 1755, les 21 et 22 avril : consulte générale au couvent de Caccia. On décide d'une constitution qui pourrait être inspirée par Pascal Paoli ; mais l'assemblée est marquée par l'opposition entre le Révérend Gnaziu Venturini et Mariu Emmanuellu Matra. (Ce dernier sera tué le 28 mars 1757 en attaquant Paoli au couvent d'Alando dans le Bozio).
- 1757, 19 juillet : Paoli réunit une nouvelle assemblée à Caccia. On discute de la conduite à tenir en cas d'un débarquement anglais suivi d'hostilités avec les Français. L'accord se fait pour observer la plus stricte neutralité.
- 1761, vers l'indépendance :
  - 13 mai : Le Saint-Siège adresse, à ses représentants auprès des Cours européennes, un mémoire sur les différends qui l'opposent à la République de Gênes.
  - Mi-mai, arrive à Bastia l'Eccellentissima Deputazione composée de 6 sénateurs. Elle est accompagnée de 8 officiers corses dont le capitaines Ghjacumu Dante Grimaldi, de Caccia, et Limperani, de Casinca, que la République destine à convaincre les populations d'accepter la paix qui leur est offerte.
  - Mai. Les capitaines Grimaldi et Limperani tentent de se rendre dans leurs villages ; ils sont arrêtés. Limperani est enfermé dans la tour de Furiani ; Grimaldi est reconduit à Bastia sous les huées des populations.
- 1764, la France interviendra une quatrième fois. La Corse deviendra française en 1769.

En 1789 la pieve de Caccia devient le canton de Castifao.

### Époque contemporaine
En 1954, le canton de Castifao comprenait les communes de Asco, Castifao et Moltifao. Castifao comptait 280 habitants en 1954.
1971 - 1973 : De nouveaux cantons sont créés. Le nouveau canton de Castifao-Morosaglia est créé avec la fusion imposée des anciens cantons de Castifao et Morosaglia.

## Politique et administration

### Liste des maires
| Période                                  | Période  | Identité         | Étiquette | Qualité         |
| ---------------------------------------- | -------- | ---------------- | --------- | --------------- |
| avant 1981                               | 1984     | Félicien Filippi | DVG       |                 |
| 1984                                     | En cours | Mathieu Cervoni  | PS        | Retraité, maire |
| Les données manquantes sont à compléter. |          |                  |           |                 |

## Population et société

### Démographie
L'évolution du nombre d'habitants est connue à travers les recensements de la population effectués dans la commune depuis 1800. Pour les communes de moins de 10 000 habitants, une enquête de recensement portant sur toute la population est réalisée tous les cinq ans, les populations de référence des années intermédiaires étant quant à elles estimées par interpolation ou extrapolation. Pour la commune, le premier recensement exhaustif entrant dans le cadre du nouveau dispositif a été réalisé en 2008.

En 2022, la commune comptait 152 habitants, en évolution de −5 % par rapport à 2016 (Haute-Corse : +5,15 %, France hors Mayotte : +2,11 %).
| 1800 | 1806 | 1821 | 1831 | 1836 | 1841 | 1846 | 1851 | 1856 |
| ---- | ---- | ---- | ---- | ---- | ---- | ---- | ---- | ---- |
| 553  | 612  | 628  | 600  | 619  | 645  | 780  | 692  | 685  |

| 1861 | 1866 | 1872 | 1876 | 1881 | 1886 | 1891 | 1896 | 1901 |
| ---- | ---- | ---- | ---- | ---- | ---- | ---- | ---- | ---- |
| 750  | 701  | 649  | 673  | 640  | 668  | 702  | 537  | 650  |

| 1906 | 1911 | 1921 | 1926 | 1931 | 1936 | 1946 | 1954 | 1962 |
| ---- | ---- | ---- | ---- | ---- | ---- | ---- | ---- | ---- |
| 680  | 683  | 568  | 538  | 508  | 504  | 310  | 280  | 271  |

| 1968 | 1975 | 1982 | 1990 | 1999 | 2006 | 2008 | 2013 | 2018 |
| ---- | ---- | ---- | ---- | ---- | ---- | ---- | ---- | ---- |
| 266  | 234  | 223  | 137  | 152  | 153  | 153  | 160  | 145  |

| 2022 | - | - | - | - | - | - | - | - |
| ---- | - | - | - | - | - | - | - | - |
| 152  | - | - | - | - | - | - | - | - |

### Manifestations culturelles et festivités
- La fête patronale a eu lieu désormais le 15 août Santa Maria Assunta, elle a pris le relais de la très ancienne fête de la Saint-Nicolas, le 6 décembre.
- Sentier patrimonial et historique de la piève de Caccia. C'est une balade au départ de la confluence des rivières Tartagine et Asco, au lieu-dit « Pontare », qui permet de découvrir les ponts génois, via romana, tour de Paganosa et couvent de San Francescu, témoins du riche passé historique de la piève.

## Économie

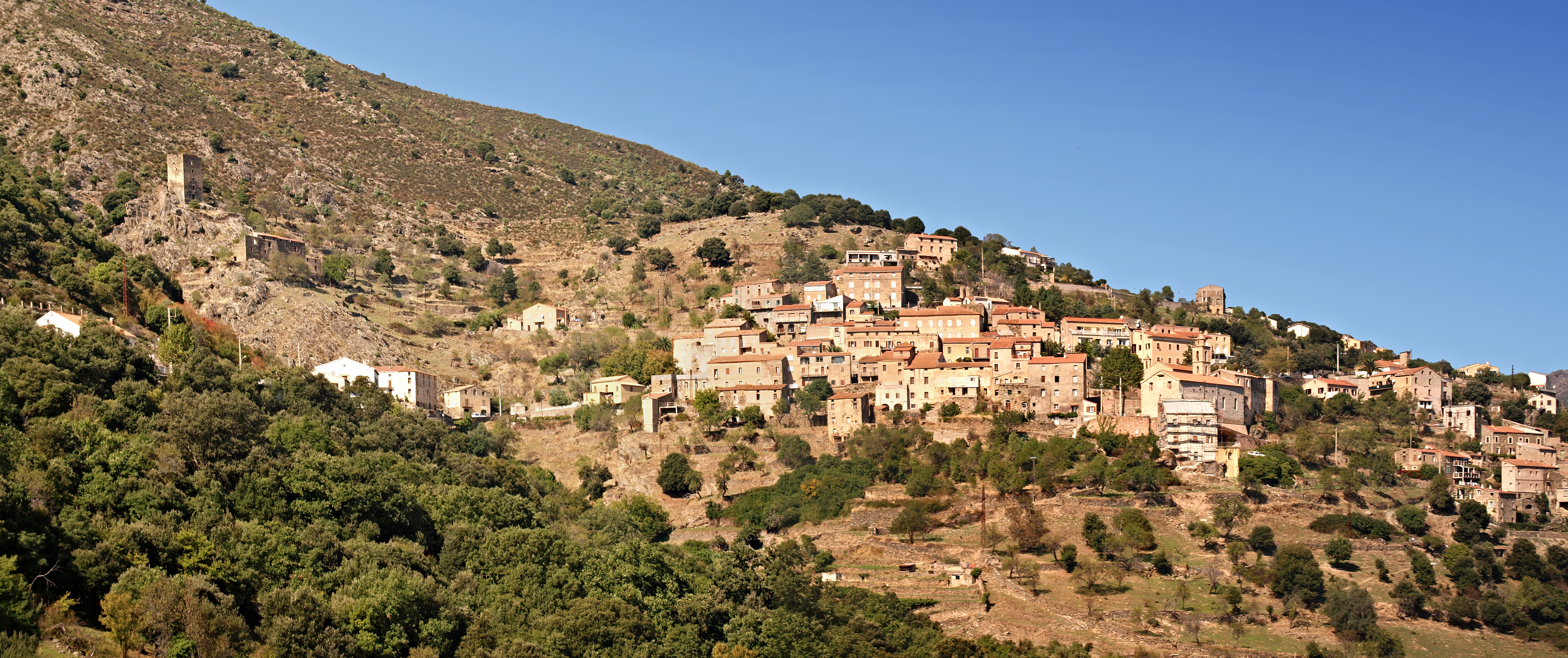
Panorama du village.

Les ressources économiques sont tirées essentiellement du pastoralisme (élevage d'ovins).
Récemment, un contrat de concession immobilière a été signé le 12 septembre 2009 avec la société Kyrnesole. Il concerne le projet d'implantation d'une ferme photovoltaïque au lieu-dit Sant' Agostino, au sud-est du village.
La commune dispose d'une agence postale et d'un service de l'Office national des forêts.

## Culture locale et patrimoine

### Lieux et monuments
- Le monument aux morts.
- un curieux mégalithe dont la base est gravée d’inscriptions et de dessins au sens toujours mystérieux.

#### Tour Paganosa

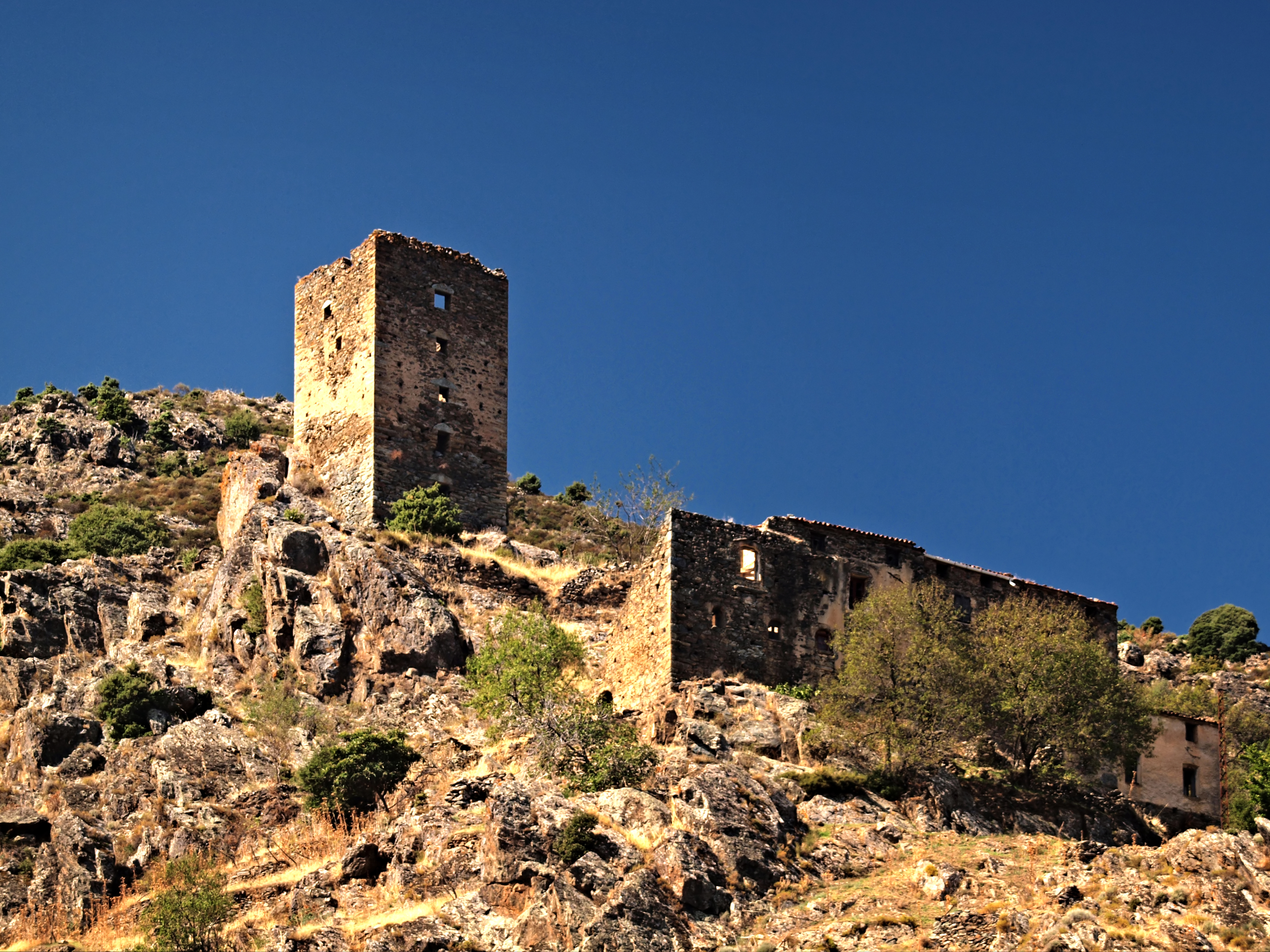
Tour Paganosa.

La Tour Paganosa construite en 1606, aujourd'hui ruinée, domine le hameau éponyme. Cette maison-tour génoise à deux étages avait une plate-forme de guet. Elle a été détruite par un incendie au siècle dernier.

En contrebas se situe une grande maison dite "la caserne", également ruinée. Elle avait été utilisée par les Génois en 1635. Deux autres tours auraient existé à Castifao.

#### Pont génois de Piana
Le pont génois au hameau de Piana, a été construit sur la rivière Tartagine en 1498. Il est proche de la route D 547 et est signalé par un panneau. L'ouvrage n'est pas protégé.

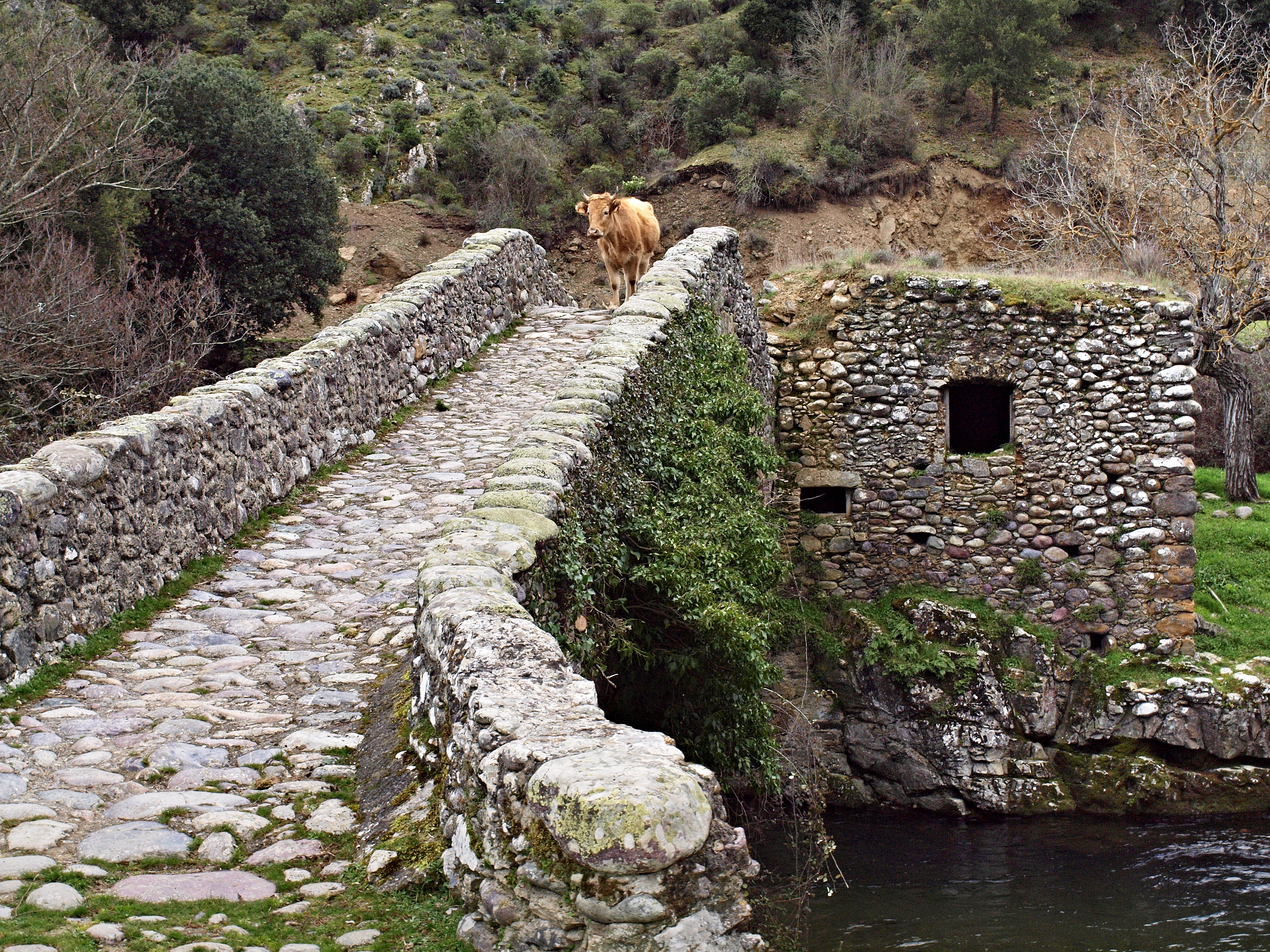
Pont génois de Piana sur la Tartagine.
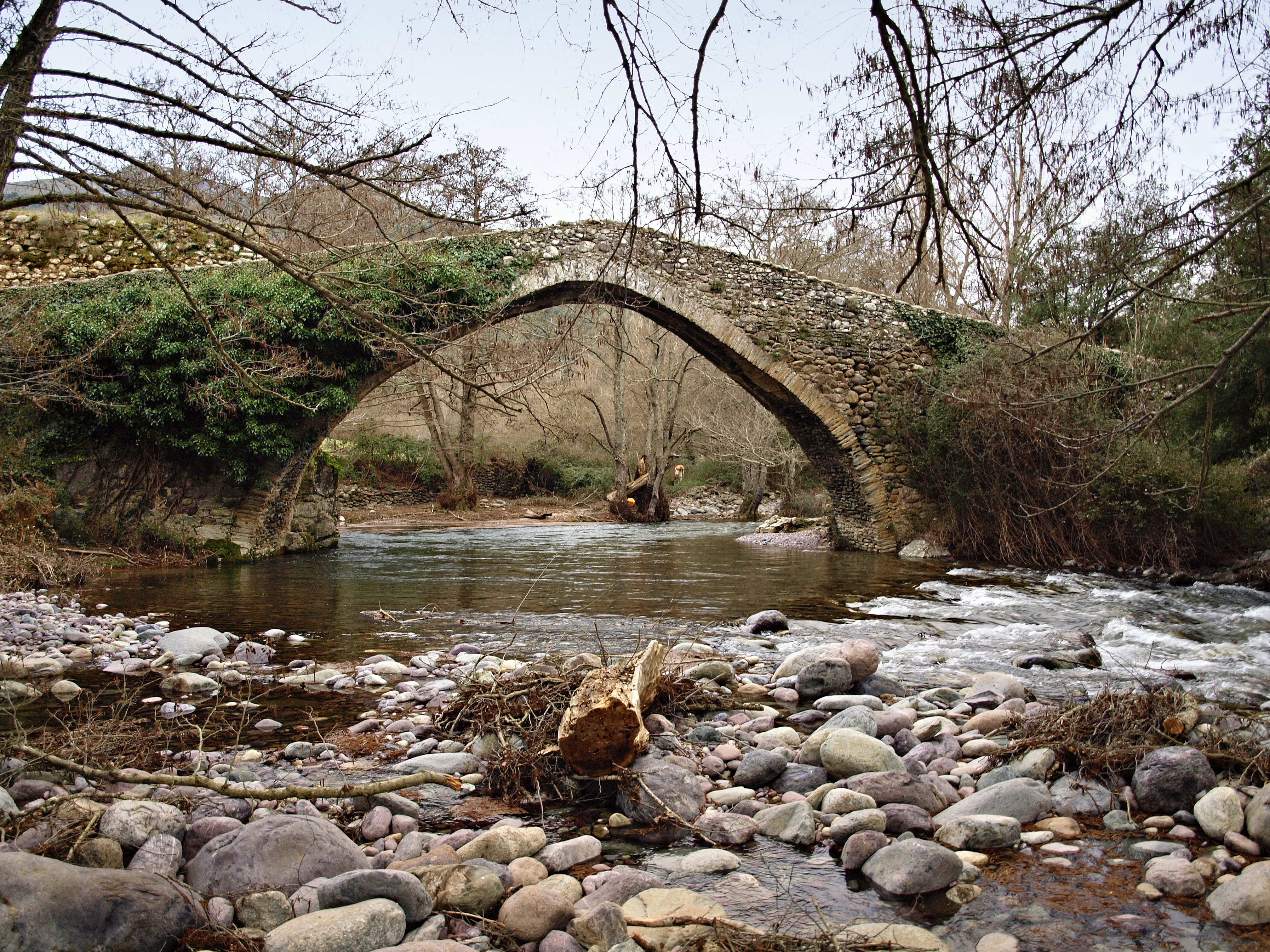
Pont génois de Piana.
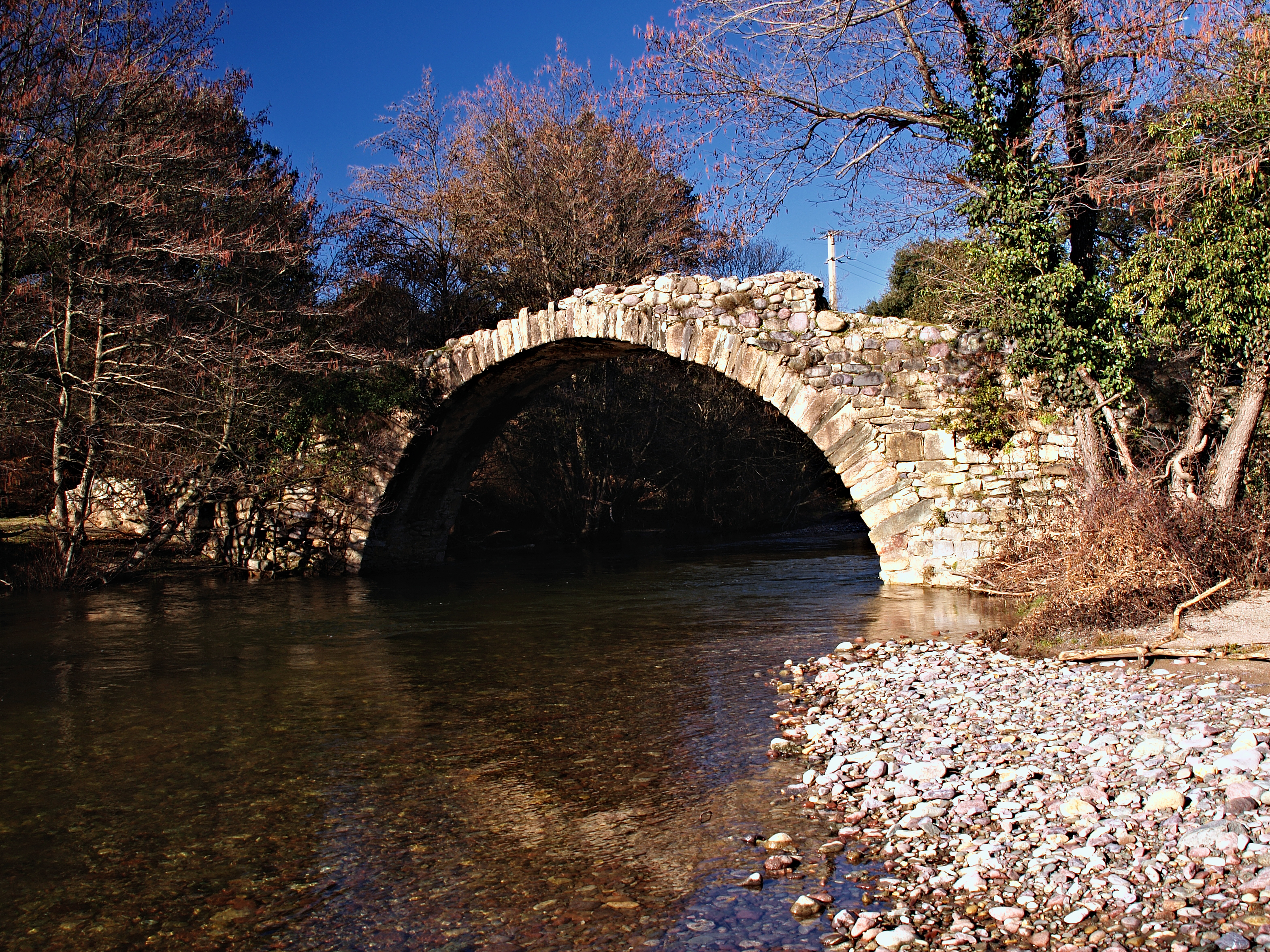
Pont génois de Pontare sur la Tartagine.
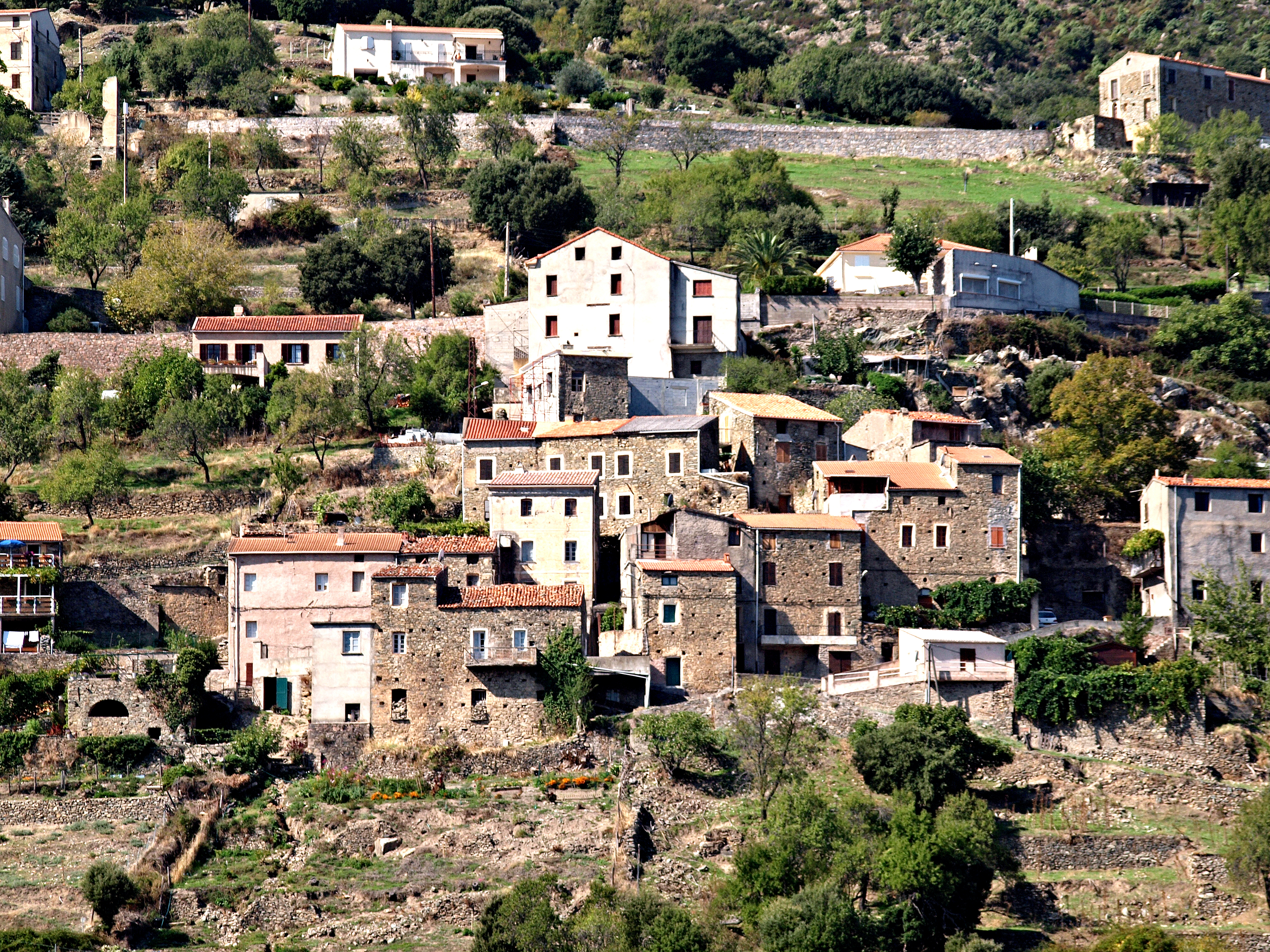
Quartier Piazze.

#### Couvent San Francescu di Caccia
Le couvent San Francescu di Caccia est situé sur la route qui relie Castifao à Moltifao, au col (493 m) du même nom.
Il a été élevé à partir de 1510, du moins en ce qui concerne sa première mouture. Au départ, c'était un bâtiment en bois, appelé alors luoco, dont les plans sont dus à Ghjuvacchinu, un franciscain originaire du village voisin de Sepula, abandonné depuis le XVIIIe siècle. En grande partie détruit par les troupes du général génois Doria en 1553, le couvent est restauré en 1569 par le frère Agustinu di a Pupulasca (Augustin de Popolasca), son « gardien », c'est-à-dire son supérieur. La toute première église est consacrée en juillet 1569. Elle abrite les reliques de deux saints très en vogue à l'époque, San Costanza et San Grato. Devant l'importance du culte, la construction d'une seconde église est rendue nécessaire en 1750.
C'est dans ce couvent, dont le supérieur, le RP.Apostolis est l'un de ses amis, que Pasquale Paoli assemblera, en avril 1755, peu de temps après son retour en Corse, la Cunsulta de Caccia, qui jette les bases de la Constitution de la future Corse indépendante. Après l'annexion française, le couvent sert de siège à l'une des quatre juntes installées par le nouveau pouvoir. Dans les locaux transformés pour les besoins de la chose, se trouve logés les militaires du Régiment Provincial Corse et le personnel judiciaire de la Junte. On applique même la question ordinaire dans les caves du couvent.
En 1782 un pan de voûte s'effondre, causant de nombreuses victimes.
Lors de la Révolution Française, il est pillé et ruiné. Bon nombre de ses terrains sont vendus aux enchères ; son mobilier est dispersé dans les environs. Le village voisin de Moltifau conserve aujourd'hui encore l'imposant tableau de la Cène qui se trouvait dans le réfectoire du couvent. Dans l'église paroissiale Saint-Nicolas sont transférés de nombreux tableaux et statues, l'orgue et le maître-autel en marbre.
Pendant le royaume Anglo-Corse (1794 - 1796) le couvent est à nouveau fréquenté par quelques frères qui remettent en état certaines parties du bâtiment. Mais à la chute du royaume, celui-ci est abandonné.
En 1824 la commune décide d'en faire le cimetière municipal, et ce malgré l'opposition du directeur des Domaines qui tente de s'y opposer par préfet interposé, mais en vain.
Le couvent était habité par des moines franciscains encore appelés zocculanti à cause des sandales qu'ils chaussaient pour aller quêter sur les routes de la région. Un contrat précis, passé devant notaire, indiquait clairement quels endroits leur étaient autorisés pour ces quêtes.
San Francescu a vécu des heures historiques. Une mission de réconciliation eut lieu en 1744, avec la venue de San Leonardo di Porto Maurizio. Mais d'autres grands moments jalonnèrent la vie de l'édifice comme la Consulta de 1743, celle de 1755, le séjour du visiteur apostolique, Mgr de Angelis, en 1763, ou bien encore les derniers combats des derniers résistants paolistes conduits par Cervoni et Pasqualini en 1774.

#### Église Saint-François
L'église Saint-François du couvent, celle de 1750, est protégée et classée MH par arrêté du 28 mai 1979.
En 1994 le fronton de l'église est restauré. L'édifice est en pleine réfection depuis plusieurs années (travail de l'Associu San Francescu di Caccia créée par Jean Raphaël Cervoni.)

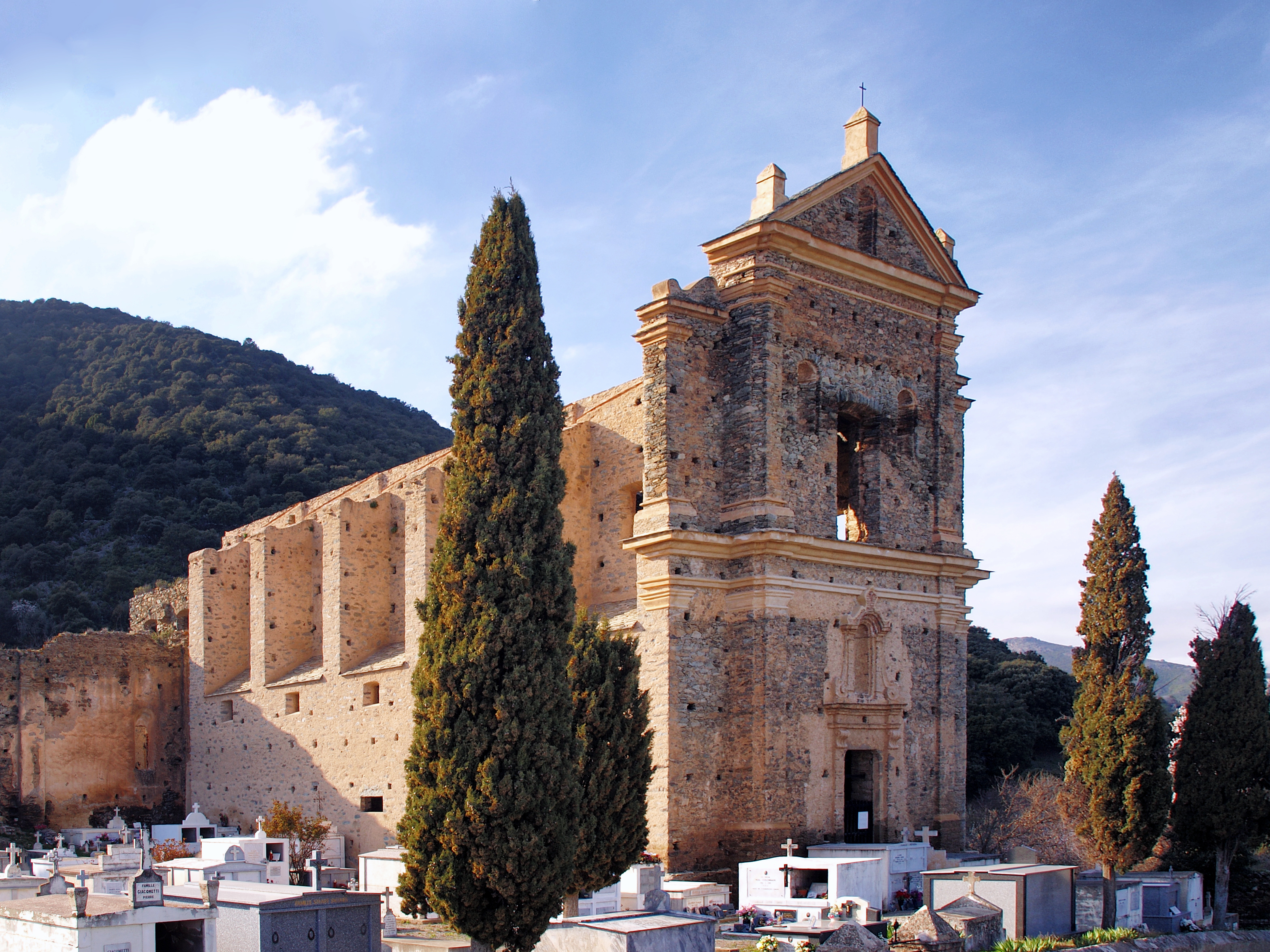
Ancien couvent de Caccia.
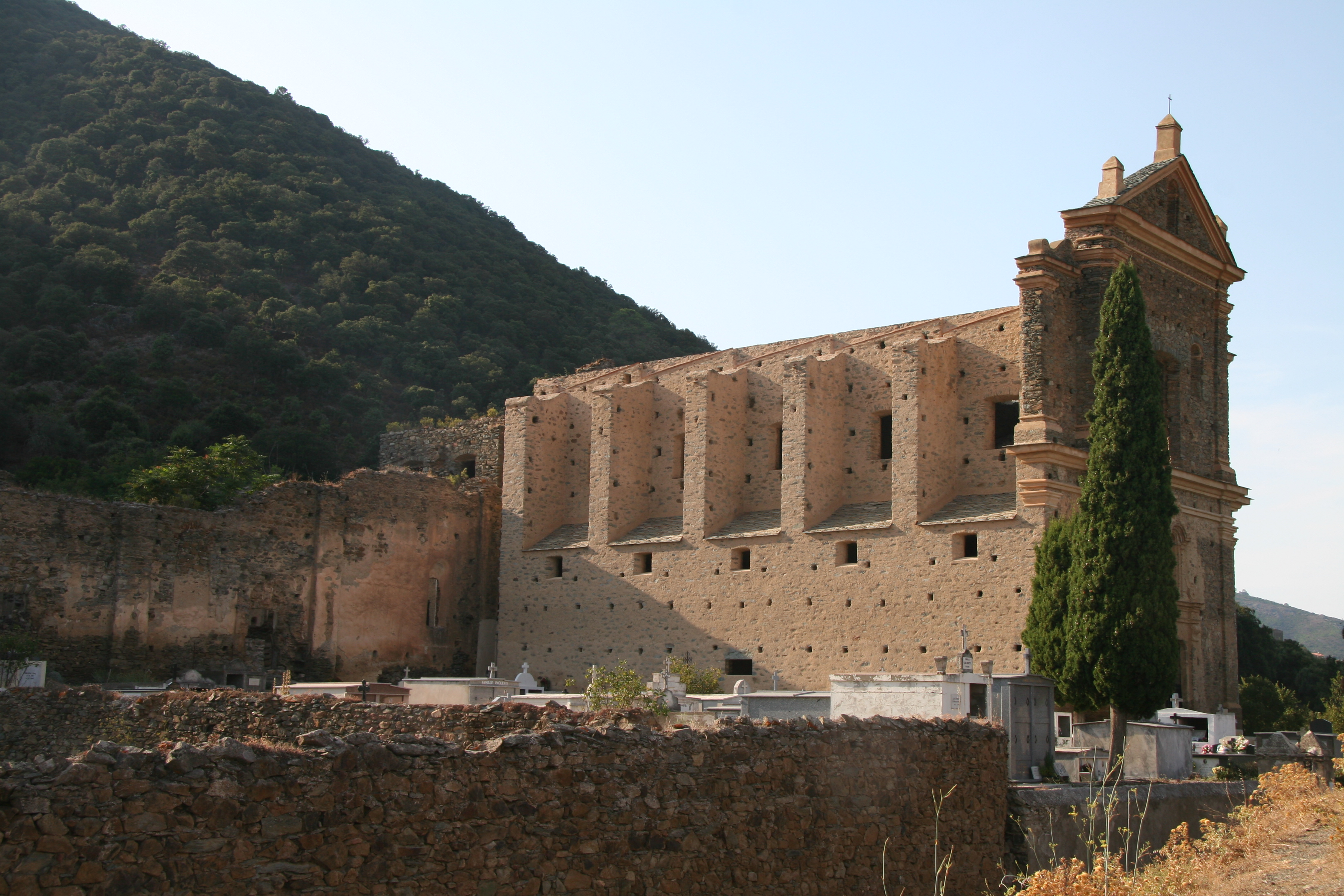
Extérieur du Couvent.
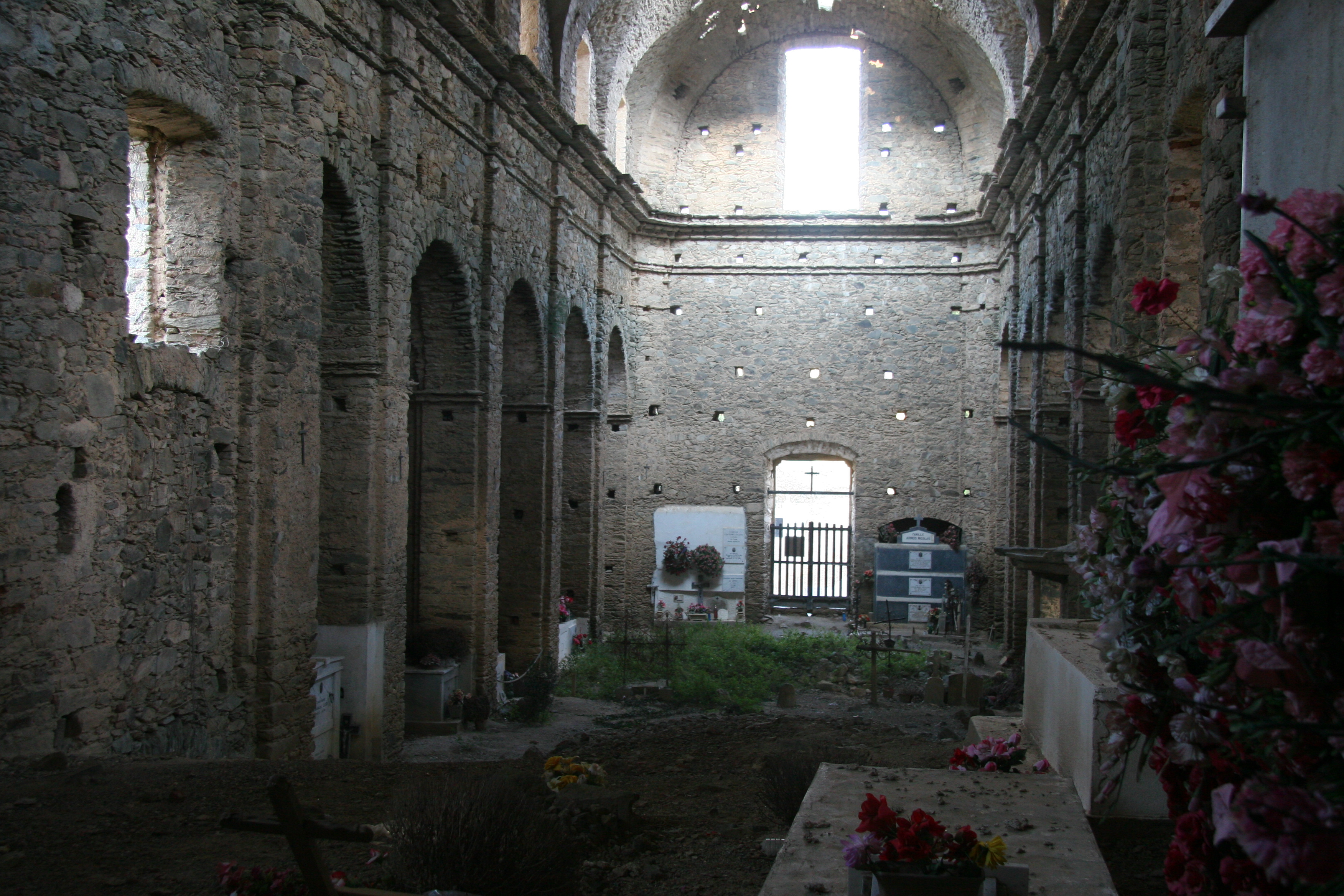
Intérieur du Couvent.
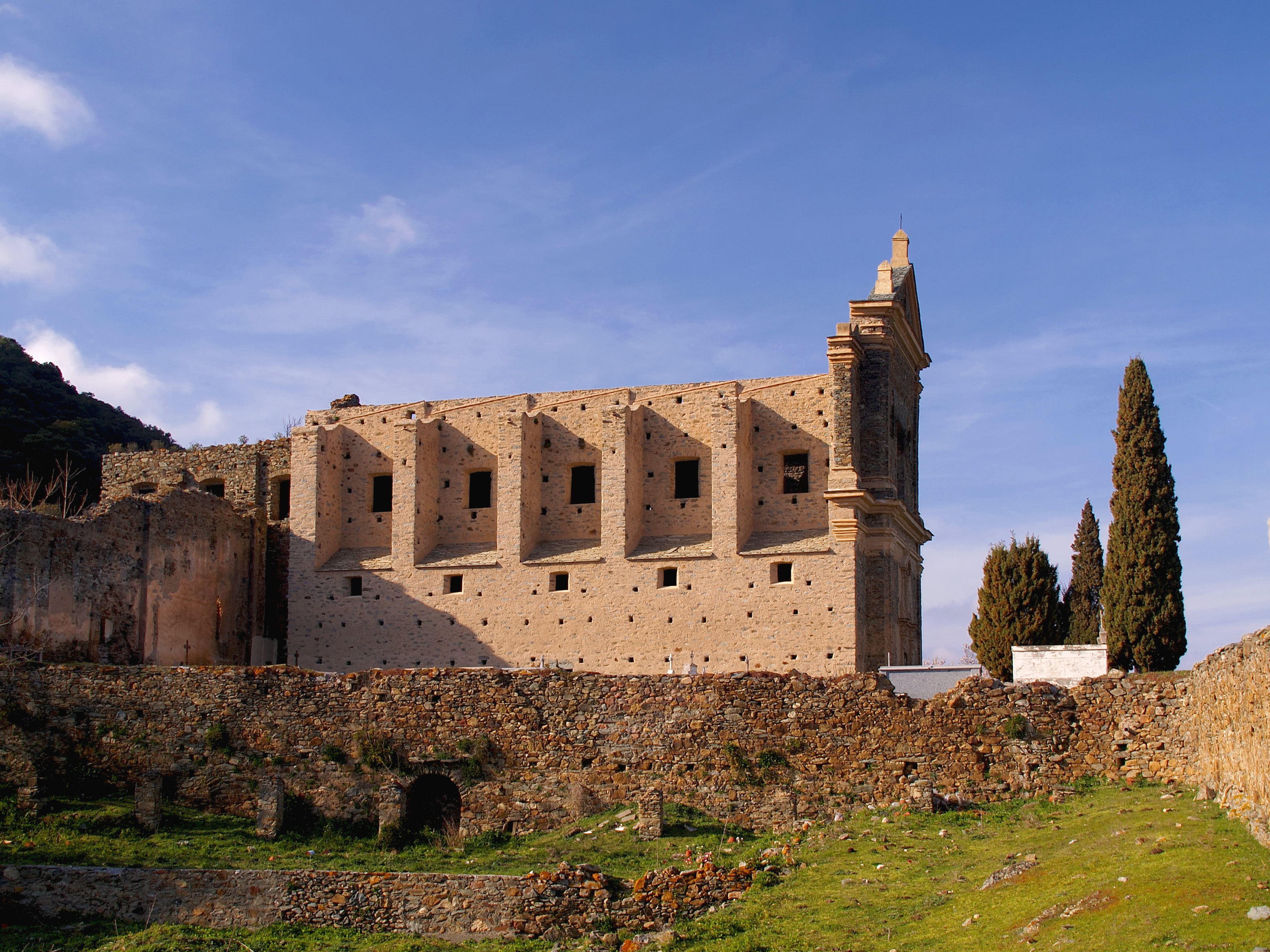
Ancien couvent de Caccia.
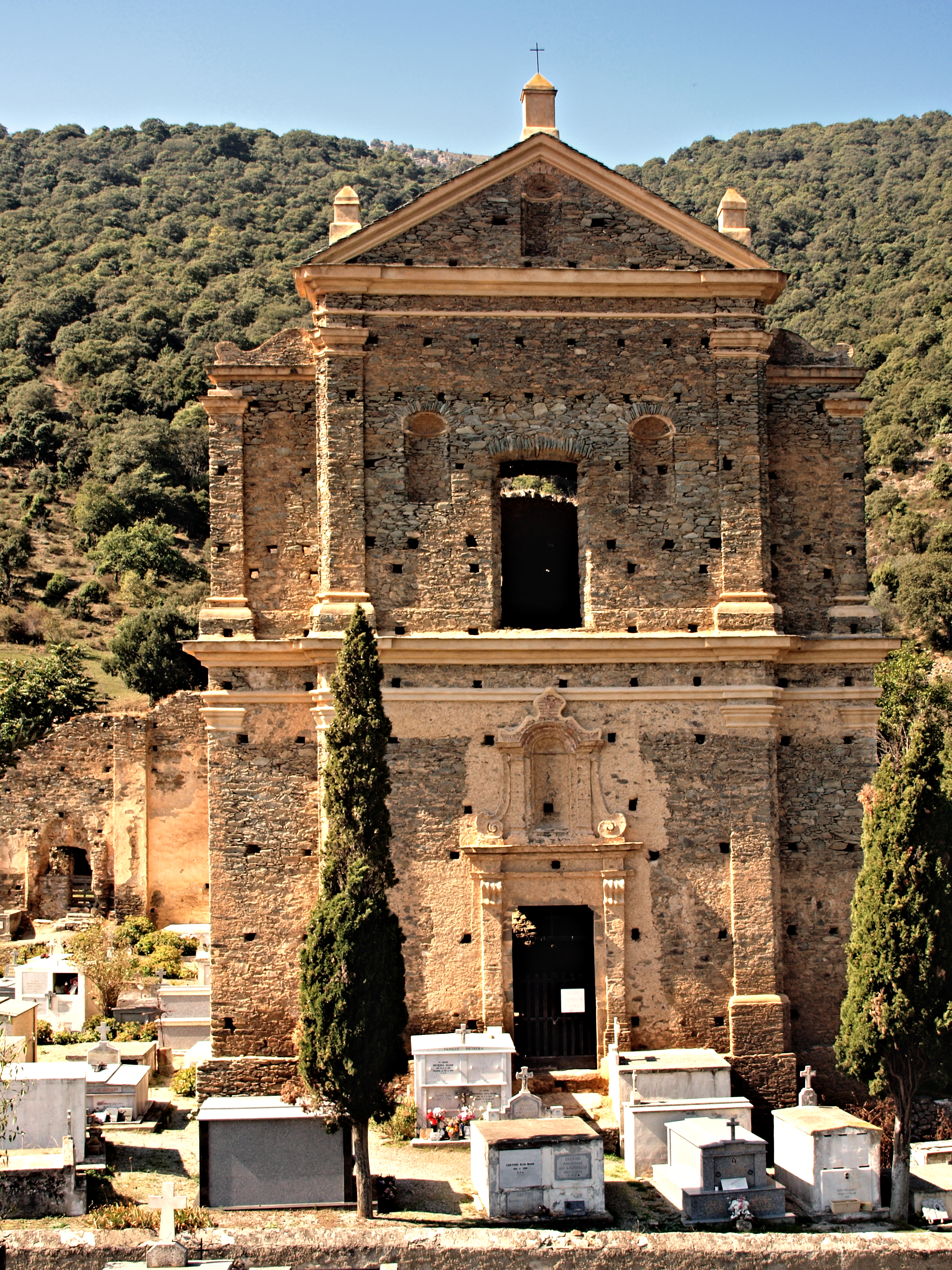
Fronton restauré.

#### Église Saint-Nicolas

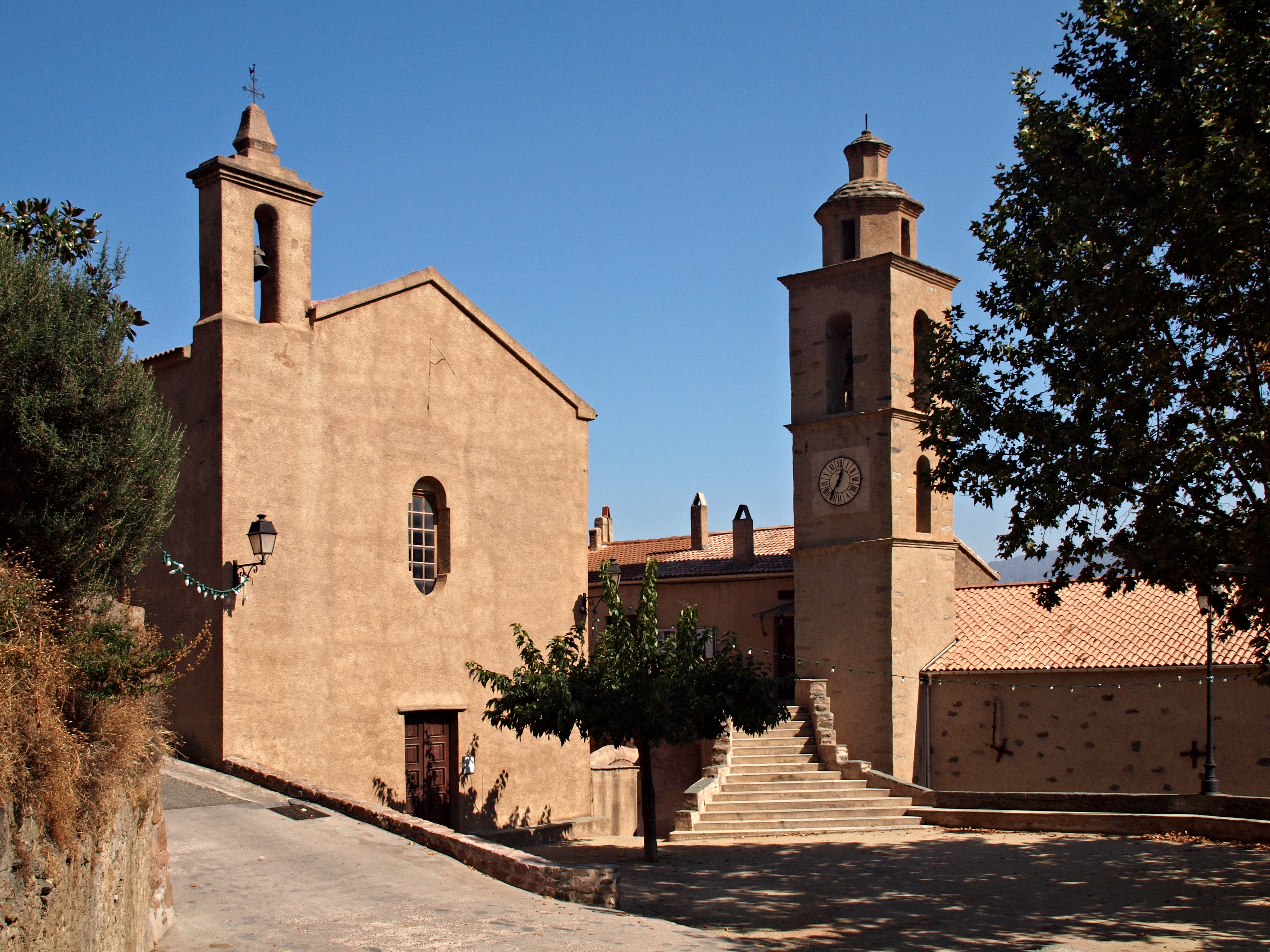
Église Saint-Nicolas et chapelle de Confrérie Saint-Antoine de Janvier.

L'église Saint-Nicolas (San Nicolaiu) du XIIe siècle, remaniée avec un clocher à trois étages au XVIIIe siècle, parait être l'église piévane de Caccia. Elle a été récemment restaurée. Comme pour de très nombreuses églises de Corse, une statuette du saint patron est présente dans la petite niche au-dessus de l'entrée. L'église est située en contrebas de la place du Monument aux morts. La chapelle de confrérie Saint-Antoine de Janvier lui fait face.
Sont attenantes à l'édifice, la mairie et l'agence postale.

#### Autres patrimoines religieux
- La chapelle de Confrérie Saint-Antoine de Janvier. Elle a été construite en 1692 avec les pierres d'U Castellu, l'ancienne demeure de Sampiero Corso, par la Confrérie du Très Saint-Rosaire à laquelle a succédé la Confrérie Saint-Antoine de Janvier. Restaurée récemment.
- la chapelle Saint-Augustin (Sant' Agostino) ruinée au sud-est du village, à 660 m d'altitude.
- la chapelle Saint-Roch (San Roccu) restaurée en août 2011 par la Confrérie Sant'Antone Abbate.

### Patrimoine naturel

#### Arrêté de protection de biotope, d’habitat naturel ou de site d’intérêt géologique
Les chauves-souris des galeries de Saint-Augustin
Les anciennes galeries des mines de Saint-Augustin abritent une colonie exceptionnelle de huit espèces de chauves-souris regroupant plus de 1200 individus chacune année.

Parmi ces espèces, le murin du Maghreb, le minioptère de Schreibers et le murin de Capaccini qui se reproduisent en période estivale. Une autre espèce, le grand rhinolophe vient y hiberner en saison froide.
Depuis 1999 le site est intégré au Réseau Natura 2000 qui le place à la fois sous protection réglementaire et protection physique.

#### Parc naturel régional
Castifao est une commune adhérente au parc naturel régional de Corse, dans son « territoire de vie » appelé Caccia-Ghjunsani.

#### ZNIEFF
La commune est concernée par trois zones naturelles d'intérêt écologique, faunistique et floristique de 2e génération :
Anciennes mines de Castifao
Les anciennes mines de Castifao étaient autrefois exploitées pour le cuivre. D'une superficie de 300 ha, sur les communes de Castifao et de Moltifao, elles sont composées de trois ensembles distincts : les mines du hameau de Piana, les mines sur la Tartagine en amont de Piana et la mine isolée dite « génoise », située au nord de la zone principale. Leurs galeries abritent six espèces de chiroptères et, fait très rare, servent à la fois de gîtes d’hibernation et de reproduction. D'un intérêt régional primordial pour les chauves-souris, le site fait l'objet de la fiche ZNIEFF 940030410 - Anciennes mines de Castifao.
Chênaies vertes d'Acoulese à Castifau
D'une superficie de 353 ha, la zone concerne la seule commune de Castifao. Elle se situe sur le côté ouest de la D547, après le village de Piana, en direction d’Olmi-Cappella. Les boisements de chênaies vertes de petite taille mais avec des arbres âgés et de belle taille abritent des sites de nidification d'autours des palombes (Accipiter gentilis). La zone fait l'objet de la fiche ZNIEFF 940031091 - Chênaies vertes d'Acoulese à Castifau.
Grotte de Pietralbella, tourbière Moltifao, chênaie verte
La zone d'une superficie de 1 724 ha concerne six communes : Canavaggia, Castifao, Moltifao, Morosaglia, Piedigriggio et Popolasca. Elle comporte trois parties :
- La chênaie verte de Piedigriggio : elle s'étend sur un petit massif montagneux, localisé à l'ouest de la dépression centrale, à la hauteur de Ponte Leccia ;
- La grotte de Pietralbella : c'est une cavité naturelle servant de gîte d'hibernation à plusieurs espèces de chiroptères ;
- La tourbière de Moltifao : elle se situe dans le sillon central séparant la Corse cristalline de la Corse alpine. Elle comprend une remarquable tourbière acide à sphaignes (Habitat "prioritaire" de l'Annexe I) et une importante aulnaie.

La zone fait l'objet de la fiche ZNIEFF 940004186 - Chênaies vertes d'Acoulese à Castifau.

#### Natura 2000
Sites d'Intérêt Communautaire (Dir. Habitat)
Cavités à chauves-souris de Castifao, Muracciole, Olmeta di Tuda et Coggia-Temuli
Ces cavités abritent un SIC de la directive "Habitats, faune, flore", d'une superficie de 21 ha, inscrit à l'Inventaire national du patrimoine naturel sous la fiche FR9400613 - Cavités à chauves-souris de Castifao, Muracciole, Olmeta di Tuda et Coggia-Temuli.
Zone de Protection Spéciale (Dir. Oiseaux)
Chênaies et pinèdes de Corse
La ZPS « Chênaies et pinèdes de Corse », site de la directive "Oiseaux" Natura 2000, couvre une superficie de 686 ha. Elle est inscrite à l'INPN sous la fiche FR9412008-Chênaies et pinèdes de Corse.

### Personnalités liées à la commune
- Antoine Pierre Jean Colombani (1908 - 1992), Chevalier de la Légion d'Honneur, Officier de l'Ordre du Mérite, Croix de Guerre 1939 - 1945. Fils de Pascal-Toussaint Colombani, laboureur émigré vers 1900 à Paris, natif de Castifao (1873 - 1958) et de Jeanne Franchescetti (1882 - 1944), petit-fils de Pierre Colombani (1843 - ?) et Restitude Parsi (1841 - ?). Antoine Colombani est un physicien, docteur ès Sciences, professeur des Universités et ancien doyen de la Faculté des Sciences de Rouen.

Né le 21 avril 1908 à Paris, le Pr Antoine Colombani effectue ses premiers travaux de recherche sous la direction de Paul Langevin au Collège de France, où il passe sa thèse de doctorat en 1943. Officier de la Marine nationale en 1939 - 1940, actif dans la résistance, il participe aux combats pour la libération de Paris, où il est décoré. Après la guerre, il constitue, à Caen puis à Rouen, des groupes de recherche universitaire qui contribuèrent largement au développement de la physique des couches minces métalliques. Il fut parmi les fondateurs de l'Université de Rouen, étant en particulier Doyen de la Faculté des Sciences de 1961 à 1971. Marié à Lucette Nérinck en 1944, deux enfants : Pascal Colombani et Françoise Colombani-Clier.